# التعذيب خلال حرب استقلال الجزائر

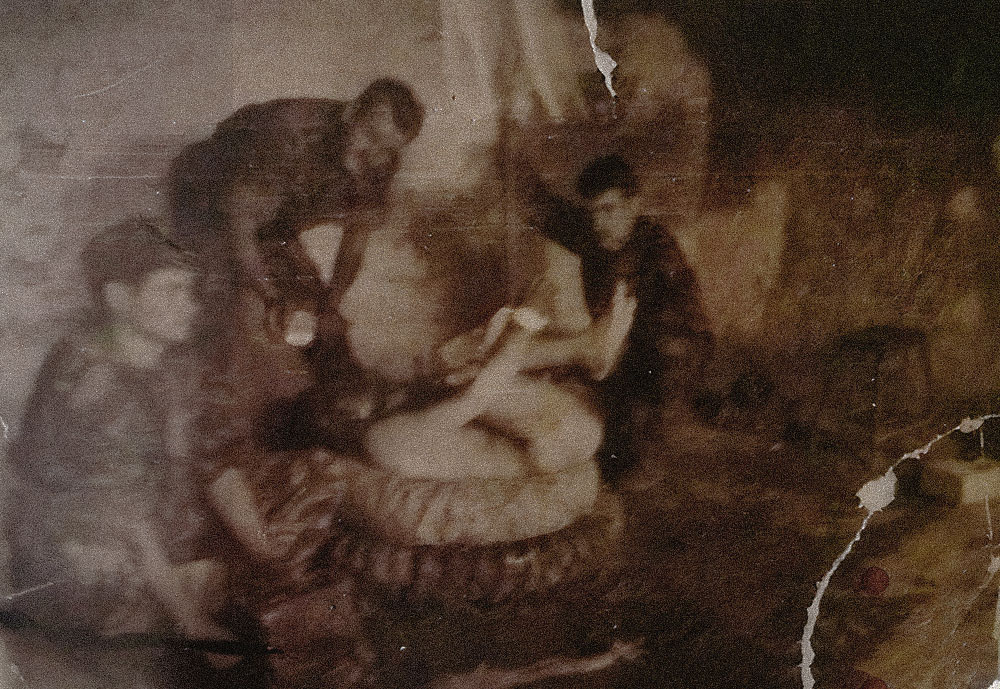
جزائري موضوع في الماء ويعذبه الجيش الفرنسي بالكهرباء مع إستعمال إطارين مطاطين كحاوية.

كان يُمارَس التعذيب خلال حرب استقلال الجزائر (1954 - 1962م) على السكان الجزائريين وحتى الفرنسيين من قِبَل القوات العسكرية الاستعمارية التي ضَمَّت الجيش الفرنسي، وقوات الشرطة، ومنظمة الجيش السرّي. واستنادًا للمؤرخ الفرنسي بيير فيدال-نوكيه فقد كان هناك «مئات الآلاف من حالات التعذيب» التي مارسها الجيش الفرنسي. بعد انتهاء الحرب عام 1962م، بدأت الدولة الفرنسية بإصدار مجموعة من قرارات العفو التي شَمِلَت جميع جرائم الحرب التي ارتُكِبَت خلال حرب الجزائر؛ بالتالي لم يُقَدَّم أي شخص للعدالة لارتكابه تلك الجرائم.

## نظرة عامة
كان حق تقرير المصير هو الهدف الأساسي الذي عملت لأجله جبهة التحرير الوطني الجزائرية وجناحها العسكري المعروف باسم جيش التحرير الوطني، وذلك من خلال الكفاح المسلح. ولكن في الجانب المقابل، رفضت الدولة الفرنسية اعتبار الصراع الاستعماري الدائر في الجزائر على أنه حرب؛ لأن ذلك يعني الاعتراف بالجبهة الوطنية على أنها كيان شرعيّ. بالتالي، وحتى تاريخ 10 أغسطس 1999م، أصّرَّت الجمهورية الفرنسية على أن الحرب الجزائرية ليست سوى «عملية للحفاظ على النظام العام» ضد «الإرهاب» الذي تمارسه جبهة التحرير الوطنية.
صادَقَت فرنسا على اتفاقيات جنيف سنة 1951م، والتي تكفل حقوق الإنسان في حالة الحرب، ويشمل ذلك تحريم استخدام التعذيب، وإعطاء الحق للجنة الدولية للصليب الأحمر بالوصول إلى المعتقلين للاطمئنان عليهم. ولكن الدولة الفرنسية لم تعتبر نفسها في حالة حرب أساسًا، بالتالي لم يعتبر الجيش نفسه مٌلْزَمًا بتلك الاتفاقيات. ولم تقتصر مجموعات المعتقلين في السجون الفرنسية على أعضاء جبهة التحرير الوطنية فقط، بل اشتملت على كبار سنّ، ونساء، وأطفال. ولم يُعَاَمل المُعْتَقَلون على أنهم أسرى حرب، بل على النقيض من ذلك، حيث اعتُبِروا ببساطة «مُتَمَرِّدين» أو «خارجين عن القانون» رَهْن الاعتقال. بالتالي، حُرِمُوا من الحقوق التي تُعْطَى للأطراف المشاركة في الحروب بما فيها الحروب الأهلية؛ وذلك بناءًا على البروتوكول رقم 2 من اتفاقية جنيف.

وازداد العنف عند كِلَا الطَّرَفَيْن ما بين عامَيْ 1954 و1956م. ولكن في 1957م، أعلن وزير الداخلية الفرنسي عن بداية تطبيق قانون الطواريء في الجزائر، ومَنَحَت الحكومة سُلُطَات مُطْلَقَة للجنرال ماسو. وأصبحت الفترة الممتدة من يناير إلى أكتوبر عام 1957م من معركة مدينة الجزائر مِثالًا يُدَرَّس إلى يومنا هذا في مجال مكافحة التمرّد. وكانت الفرقة العاشرة من سلاح المظلات التابع للجنرال ماسو قد استفادت من أساليب القَمْع التي اتبعها الجيش الفرنسي في الحرب الهندوصينية الأولى (1947- 1954م)، حيث استُخْدِمَت تلك الأساليب في الجزائر، وقد اشتملت على ما يلي: التعذيب المٌمَنْهَج (وحتى ضد المَدَنِيِّيِن)، ونظام مراقبة للأحياء والضواحي (وُضِع أربعة مراقبين على كل حيّ)، والعمليات غير الشرعية من الإعدامات والإخفاءات القسرية والتي عُرِفَت في ما بَعْد باسم «رحلات الموت».في ذلك الوقت، كان يُطلَق على ضحايا «رحلات الموت» مُسَمَّى «جمبري بيجار»)؛ وذلك نسبةً للجنرال بيجار الذي كان ينّفِّذ جنوده تلك «الرحلات». وُثِّقَت تلك الأساليب لتصبح قواعدًا لاستراتيجيات مكافحة التمرد، وذلك في الكتاب الذي ألَّفَه الكولونيل روجر ترينكيير (Roger Trinquier) سنة 1961م والذي أطلق عليه اسم «الحرب الحديثة: مكافحة التمرد من وجهة نظر فرنسية» (Modern Warfare: A French View of Counterinsurgency)، وهو أحد المراجع في مجالَيْ «الحروب المضادة للثورات» والحروب النفسية.

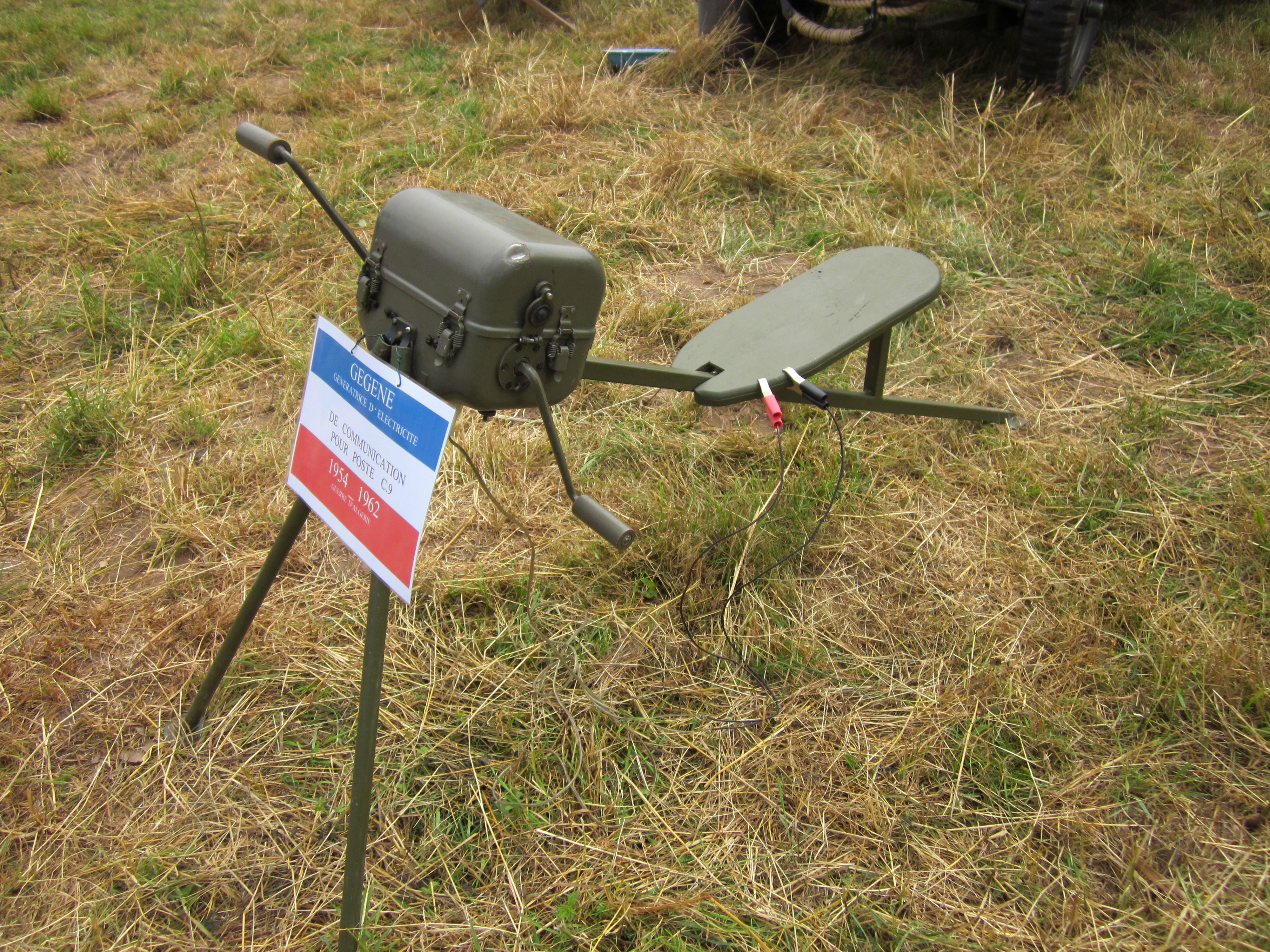
مولِّد كهرباء يدوي كان يُسْتَخْدَم في التعذيب خلال الحرب

وبالرغم من أن استخدام جمهورية فرنسا للتعذيب أصبح معروفًا بشكل سريع حتى أن المعارضة اليسارية في فرنسا عارضته، إلا أن الدولة نَفَت باستمرار أنها توظف التعذيب في الحرب، كما مَنَعَت الرقابة في فرنسا أكثر من 250 كتابًا وصحيفة وفيلمًا في فرنسا متروبوليتان فقط من تناول تلك القضية، ومُنِعَت كذلك 586 وسيلة إعلامية جزائرية تناولت الموضوع. ومن أشهر الأمثلة على الأعمال التي مُنِعَت ما يلي: كتاب السؤال لمؤلفه هنري علاق الذي مُنِع سنة 1958، وأغنية الهارِب (The Deserter) المُعَادِيَة للحرب للمغنِّي بورس فيان، وفيلم الجندي الصغير (Le Petit Soldat) للمخرج جان-لوك غودار والذي مُنِع من العرض في فرنسا سنة 1960م ولكن سُمِح بعرضه بعدها في 1963م. وتسرَّب تقرير سري للجنة الدولية للصليب الأحمر لصحيفة لوموند الفرنسية، والذي أكَّد صحة الادِّعاءات التي تتهم الجيش الفرنسي بالتعذيب في الجزائر، تلك الادعاءات التي قدمها بشكل خاص الحزب الشيوعي المُعَارِض في فرنسا بالإضافة إلى مجتمعات معاداة النزعة العسكرية الأخرى. وكان هناك العديد من النشطاء اليساريين الذين رَفَضُوا استخدام التعذيب بأي شكل، ومن ضمنهم الكَاتِبَان الوجوديّان جان بول سارتر وألبير كامو، بالإضافة إلى المؤرخ بيير فيدال-نوكيه، إلا أن رئيس الحكومة الفرنسية عام 1957 كان غاي موليه (Guy Mollet) الأمين العام لحزب القِسْم الفرنسي من منظمة العمال الدولية. وبشكل عام، كان هذا الحزب داعمًا للحروب الاستعمارية خلال فترة الجهورية الفرنسية الرابعة (1947- 1954)، وكانت أولى تلك الحروب الاستعمارية هي سَحْق الثورة سنة 1947م في عهد حكومة الرئيس الاشتراكي بول رمادير (Paul Ramadier).
لا يزال صدى الجدال الدائر حول التعذيب مستمرًّا حتى الوقت الحاضر. ففي 1977م، ذكر المؤرخ البريطاني أليستير هورن (Alistair Horne) في كتابه حرب السلام المتوحشة (A Savage War of Peace) أن التعذيب كاد سيصبح مرضًا خطيرًا منتشرًا في فرنسا يترك آثاره حتى بعد نهاية الحرب. وفي ذلك الوقت، لم يستطع هورن تأكيد أو نفي معلومة أن عمليات التعذيب جاءت بأوامر من الرتب العسكرية العليا ومن الحكومة الفرنسية المدنية. بالرغم من أن الحكومة الفرنسية لا تحب النظر إلى ماضيها كما يَتَبَيَّن من العوائق التي تضعها قبل إجراء الأبحاث التاريخية، بالإضافة إلى كيفية تناول الحرب الجزائرية في مناهج المدارس الثانوية في فرنسا، إلا أن الحقيقة هي أن التعذيب لم يتم توظيفه على نطاق واسع فحسب، ولكنه كان يجري بأوامر من الحكومة الفرنسية أيضًا، هذا ما أكَّده الجنرال المتقاعد -الذي شارك في الحرب- بول أوساريس، وكان هو العسكري الفرنسي عالي الرتبة الأول الذي اعترف بتلك الحقيقة.
وجاءت تلك الاعترافات بعد الشهادة التي قدمتها لويزة إغيل أحريز الناشطة السابقة في جيش التحرير الوطني والتي عذبتها القوات الفرنسية أثناء الحرب. ونُشِرَت شهادتها بتاريخ 20 يوليو 2000م في صحيفة لوموند، وكان ذلك بعد ثلاثة أيام من زيارة الرئيس الجزائري السابق عبد العزيز بوتفليقة لفرنسا. وصَرَّحَت لويزة أنها تعرضت للتعذيب لمدة ثلاثة أشهر وقالت أن المسؤول عن ذلك هو الجنرال ماسو باعتباره قائد القوات الفرنسية المسلحة حينها. واستغل ماسو تلك الفرصة ليعلن عن ندمه عن عمليات التعذيب التي كان من الممكن اجتنابها. وعلى الجانب المقابل، فقد أنكر الجنرال بيجار استخدام التعذيب في الحرب.
وفي 2001، اعترف الجنرال بول أوسارس في كتابه «خدمات خاصة، الجزائر (1955-1957) (Services spéciaux, Algérie)» الصَّادر عام 2001 أنه اشترك في عمليات التعذيب والإعدام غير الشرعية بأوامر مباشرة من الجنرال ماسو. كما صرَّح أوسارس أن التعذيب جاء بأوامر مباشرة من حكومة الرئيس غاي موليه. ولكن بول أوسارس خضع للمحاكمة التي أَدَانَتْه بسبب «اعتذاره عن جرائم الحرب»، ذلك لأنه في «اعتذاره» برَّر تلك الجرائم وادَّعى أنها ساعدت في إنقاذ حياة الكثير من الأشخاص. وبالرغم من أن أوسارس ادَّعى أن التعذيب كان وسيلة فعَّالة لمواجهة ما سمَّاه بـ«إرهاب الجبهة الوطنية»، إلا أن بحثًا تاريخيًّا نُشِر حديثًا وضَّح عدم صحة الادّعاء الذي يبرر التعذيب باعتبار أنه استخدِم فقط للحصول على المعلومات من الأشخاص بشكل أسرع مما سينقذ حياة أشخاص آخرين، حيث بيَّن البحث أن هدف التعذيب لم يكن إجبار الأشخاص على الكلام، بل كان يهدف للتأثير على مجموعات المقاومة المسلحة بالكامل وتدمير روحها المعنوية، فكان التعذيب جزءًا من أساليب الحرب النفسية التي طَوَّرَها الجنرال سالان وغيره.
وفي 2004 أدانت محكمة النقض في فرنسا بول أوسارس بسبب تبريره للتعذيب بعد الاعتراف به، وقالت: «إن حرية إعطاء المعلومات والتي هي أساس حرية التعبير» لا تعني «إرفاق الحقائق التي تُكشَف... بتعليقات تٌبَرِّر التصرفات المتناقضة مع كرامة الإنسان والمرفوضة عالميًّا، ولا بتعليقات لتَمْجِيد الكاتِب».

## الاستعمار
كان التعذيب مستخدمًا منذ بداية الاستعمار في الجزائر، وكان ذلك سنة 1830م أثناء حِقْبَة مَلَكِيَّة يوليو. واستُخدِمَت سياسات الأراضي المحروقة والتعذيب في غزو الجزائر الذي قاده المارشال بيجو والذي أصبح بعدها أول حاكم للجزائر بعد الاستعمار، وكان سبب تشريع تلك السياسات هي الأيدولوجيا العنصرية. وفي عام 1841م، استطاع النَّائِب والمفكِّر الليبرالي ألكسيس دو توكفيل الإدلاء بالتصريح التالي: 
 إن الحرب في إفريقيا عبارة عِلْم. ويعرف الجميع قواعده ويستطيع الجميع تطبيق تلك القواعد مع إدراك شبه كامل من النجاح في ذلك. إن إحدى أكبر الخدمات التي قدمها المارشال بيجو لبلاده هي أنه جعل الجميع يعرف ويُتْقِن ويدرِك هذا العلم الجديد... وبالنسبة لي، فقد رجعت من إفريقيا وأنا أٌدْرِك بِحُزْن أننا بسبب طريقتنا الراهنة في الحرب فنحن أكثر هَمَجَيَّة من العرب أنفسهم. ففي هذه الأيام، هُمْ يُمَثِّلُون الحضارة، ونحن لا. إن هذه الطريقة في الحرب تبدو لي غبية بقدر ما هي وحشيّة. لن يبتكر هذه الطريقة إلا جندي قاسٍ ومتوحش.

 بالتأكيد، إنه لا توجد جدوى من استبدال الأتراك فقط لعادة إنتاج ما كان العالَم يكرهه فيهم. هذا مُضِرّ أكثر ما هو نافع، حتى من وجهة نظر مصلحتنا، ذلك لأنه -كما أخبرني مسؤول آخر- إذا كان هدفنا الوحيد هو مساواة الأتراك، ففي الواقع لقد وصلنا لمكانة أدنى بكثير من مكانتهم: فقد أصبحنا متوحشين بهدف التوحش، وسيغلبنا الأتراك دائمًا فهم متوحشون مسلمون. في فرنسا، أسمع غالبًا رجالًا أحترمهم -ولكنني لا أوافقهم الرأي- يرفضون حرق المحاصيل وتفريغ صوامع الحبوب ولكنهم في النهاية يؤيدون اعتقال الرجال العُزَّل والنساء والأطفال. في وجهة نظري، هذه ظروف مؤسفة يجب أن يقبلها أي شخص يتمنى شنّ حرب على العرب.

 أعتقد أنه يجب استخدام جميع الوسائل المتاحة لتدمير القبائل، باستثناء تلك التي يرفضها النوع البشري وحق الأمم. وأؤمن شخصيًّا أن قوانين الحرب تعطينا القدرة على تدمير البلاد وأننا يجب أن نفعل ذلك إما بتدمير المحاصيل وقت الحصاد أو في أي وقت من خلال القيام بالهجمات المُبَاغِتَة أو ما يُعْرَف باسم الغَارات التي تهدف للسيطرة على الرجال أو الجماعات. 
 ويستكمل توكفيل كلامه قائلًا: «ومهما كانت الحالة، قد نقول بصورة عامة أن جميع الحريات في الجزائر يجب إلغاؤها.» وبناءًا على ذلك، كتب المؤرخ أوليفييه لو كور غراندمايسون (Olivier Le Cour Grandmaison) أنَّه «في الفترة ما بين 1840م وحتى الاستقلال عام 1962م، استُخْدِم الهيكل المادّي للعرب كأداة للإرهاب التي لم تتوقف القوة الاستعمارية عن حفر علامات قوتها الهائلة عليها. التعذيب في الجزائر وفي الإمبراطورية الفرنسية كلها: هل كان أسلوبًا استثنائيًا يستخدَم فقط في حروب التحرير التي تقوم ضد الدولة الأم؟ لا، بل كان أسلوبًا سائدًا.» وعلى أية حال، فقد تعرض عمل غراندمايسون للانتقاد من قِبَل غيلبيرت مينيير وبيير فيدال-نوكيه في مقالة نَشَراها في مجلة إسبيريت (Esprit).
وبيَّن مؤرخون آخرون أن التعذيب كان بالتأكيد جزءًا من النظام الاستعماري: «التعذيب في الجزائر كان منقوشًا في القانون الاستعماري، فهو التفسير 'الطبيعي' لنظام غير طبيعيّ»، هذا ما كتبه نيكولا بانسيل، وباسكال بلانشارد، وساندرين لومير، هؤلاء الثلاثة نشروا عملًا حاسمًا فيما يتعلق بظاهرة «حديقة الحيوان البشرية». واتّبع القَمْع في الجزائر نفس الأساليب التي استخدمها الجيش الفرنسي في الحرب الهندوصينية الأولى (1947-1954م). وبعد وقوع مجازر صطيف في 9 مايو 1945م، قامت عدة ثورات أخرى لرفض الوجود الأوروبي في الجزائر في كُلٍّ من قالمة، وباتنة، وبسكرة، وخراطة، وأسفرت هذه الثورات عن مقتل 103 من المستعمرين. وكانت نتيجة قَمْع هذه الثورات وقوع 1,500 وفاة بين الجزائريين، وكان هذا الرقم الرسمي للضحايا، ولكن بانسيل وبلانشارد ولومير قدَّرُوا عدد الضحايا بأنها ما بين 6,000 و8,000 جزائري.
رافاييل برانش (Raphaëlle Branche) هي مُدَرِّسَة في جامعة باريس 1 بانتيون سوربون في قسم التاريخ الحديث، وكانت قد كتبت رسالة الدكتوراة خاصتها عن التعذيب في الجزائر، وذَكَرَت برانش أن «التعذيب في فرنسا متروبوليتان لم يَصِل إلى المستوى الذي وصل إليه في الجزائر. وعلى كل حال بقي التعذيب في كِلا الجانبين أمْرًَا سَمَحَت به السُّلُطَات وشكْلًا من أشكال العنف الذي كان يعلم الجزائريون أنهم من الممكن أن يخضعوا له.»

## ظروف وتفاصيل التعذيب
في بداية الحرب، كانت جبهة التحرير الوطني الجزائرية تحاول فرض السيطرة على المناطق من خلال الهجوم على الفرنسيين وعلى الجزائريين المؤيدين لهم. وبين عامَيْ 1954م و1956م، حَصَلَت زيادة هائلة في كمية العُنْف الذي صاحَبَتْه عمليات إعدام سريعة ومعسكرات اعتقال. وبِحُجْة «الإرهاب»، استخدم الجيش الفرنسي التعذيب بشكل عشوائي ضد المُعْتَقَلين العسكريين والمدنيين المُشْتَبَه بانتمائهم لجبهة التحرير. وكان الجنرال سالان -رئيس أركان الجيش الفرنسي في الجزائر- قد طوَّر مُسْبَقًا خلال الحرب الهندوصينية الأولى نظريةً في مجال «الحروب المضادة للثورات»، وتلك النظرية قد تضمنت استخدام التعذيب.
ومنح رئيس الوزراء الفرنسي وَقْتَها بيير منديس فرانس تصريحًا بتاريخ 2 فبراير 1955م للجنة الدولية للصليب الأحمر يسمح لهم بالدخول إلى المعتقلين في مٌهِمَّات قصيرة خلال شهر واحد بشرط أن لا يُنْشَر التقرير الذي ستكتبه اللجنة. واضطرت حكومته للاستقالة بعدها بثلاثة أيام. واستنادًا للمؤرخة رافاييل برانش (Raphaëlle Branche): «يبدو الأمر كأن فرنسا في عهد منديس كانت تتحضر لرحيله من خلال وضْع أكبر عدد ممكن من الحواجز الواقية». ولم يعتبر الجيش الفرنسي المعتقلين على أنهم أسرى حرب.

### معركة مدينة الجزائر (فترة يناير-أكتوبر 1957)، وقانون الطواريء، وتقرير لجنة الصليب الأحمر
تَخَلَّت السلطات الفرنسية المدنية عن سيطرتها على الجيش في الفترة ما بين يناير وأكتوبر لعام 1957م من معركة مدينة الجزائر. بالتالي، أصبح الجنرال جاك ماسو -قائد الفرقة العاشرة للمظلِّيَّات- هو المسؤول عن الجيش خلال معركة مدينة الجزائر، كما أصبح مُجْبَرًا على استخدام جميع الوسائل الضرورية لِسَحْق ذلك التمرّد. وألقَى الجيش المئات من المُعْتَقَلِين في البحر عن طريق ميناء الجزائر أو باستخدام رحلات الموت. وحين تطفو جثث المعتقلين على السطح كانت توضع في أقدامهم الخرسانة لتنزل إلى البحر من جديد. في ذلك الوقت كان يُطْلَق على ضحايا رحلات الموت اسم «جمبري بيجار»، نسبةً للجنرال بيجار الذي كان ينّفِّذ جنوده «رحلات الموت». وكان أعضاء المُلْحَق الدِّيني العسكري الفرنسي يطمئنون الجنود الذين تُعَاتِبُهُم ضمائرهم بسبب ممارسات التعذيب والإعدام، وكتب أحد أعضاء المحلق الديني لويس ديلارو (Louis Delarue) رسالةً وُزِّعَت على جميع الوحدات العسكرية، وتقول الرسالة: 
 إذا كان القانون -كما يعلم الجميع- يسمح بِقَتْل القَاتِل، فلماذا يجب أن نعتبره أمرًا وحشيًّا بأن نُسَلِّم المُجْرِم المعروف بمثل تلك الأفعال -التي يمكن إعدامه لأجلها- للاستجواب الذي قد يكون مؤلمًا ولكن هدفه الوحيد هو حماية الأبرياء بِفَضْل الاعترافات التي سيقدمها لنا بخصوص شركاءه وقَادَتِه؟
إن الظروف الاستثنائيّة تتطلب استخدام أساليب استثنائية. 
 في عام 1958م، شيَّد الجنرال سالان مراكز اعتقال عسكرية خاصة بالمعتقلين المقبوض عليهم لحيازتهم السلاح. كما أعلن وزير الدفاع عن بداية العمل بقانون الطواريء، بينما بدأ الجيش بعملية «لمكافحة إرهاب» جبهة التحرير الوطني. وامتلك الجيش الصلاحيات الخاصة التي لم تَرْجِع للسُّلُطَات المدنية إلا في شهر سبتمبر عام 1959م، وذلك عندما ألقى شارل ديغول خطابًا عن حق تقرير المصير للشعب الجزائري. ورفض الجنرال سالان الالتزام باتفاقيات جنيف التي وافقت عليها فرنسا في 1951م؛ لأن ذلك سيجعل المعتقلين الجزائريين أسرى حرب وهذا ما لم يعتبرهم إياه الجيش الفرنسي. وامتلكت السلطات المدنية مَوَاقِفًا مُتَبَايِنَة فيما يتعلق باستخدام الجيش للتعذيب، فالمفتش العام في مدينة الجزائر ونظيره في وهران تَجَنَّبَا المشاركة، أما المفتش العام في مدينة قسنطينة موريس بابون (Maurice Papon) فكان مشاركًا بشكل واضح في قمْع التمرد، وقد توفِّي بابون في 2007م بعدما أدانَتْه المحكمة لارتكابه جرائمًا ضد الإنسانية خلال عمله في عهد الدولة الفيشية.
وفي 5 يناير 1960م، نَشَرَت صحيفة لوموند مُلَخَّصًا للتقرير الخاص بالمُهِمَّة السابعة للجنة الدولية للصليب الأحمر في الجزائر. وكشف التقرير أن هناك "أعدادًا كبيرة لا تزال تُسَجَّل من حالات سوء المعاملة والتعذيب". والتقى أحد الضباط ذوي الرتبة العالية في الشرطة الفرنسية بالمندوبين من لجنة الصليب الأحمر في الجزائر وأخبرهم أنَّ "الكفاح ضد الإرهاب يتطلَّب اللجوء إلى أساليب خاصَّة في الاستجواب بحيث تكون تلك هي الطريقة الوحيدة لإنقاذ حياة الناس وتَجَنُّب حصول هجمات جديدة.
واكتُشِف بعد وقتٍ طويل أن الذي سرَّب ذلك التقرير لصحيفة لوموند هو جاستون جوسلين (Gaston Gosselin) أحد أعضاء وزارة العدل وهو الذي كان مسؤولًا عن قضايا معسكرات الاعتقال في فرنسا متروبوليتان. وبسبب تسريب ذلك التقرير للعامة، اٌجْبِر جاستون على الاستقالة بعد اكتشاف الأمر بعدة شهور، كما مُنِعَت لجنة الصليب الأحمر من القيام بأي مهمَّات في الجزائر لعدة سنوات.

### شهادات وتفاصيل أخرى
جاء كتاب السؤال الذي بِيع منه أكثر من 60,000 نسخة في يوم واحد لكشف تفاصيل الكثير من عمليات التعذيب التي كانت تجري في الجزائر. مؤلف الكتاب هو هنري علاق رئيس صحيفة الجزائر الجمهورية وعضو في الحزب الشيوعي الجزائري، وكان قد تعرَّض هو نفسه للتعذيب خلال حرب الجزائر. أما اسم الكتاب فيشير إلى محاكم التفتيش التي كانت تضع الناس في محلّ «السؤال» (أي الاستجواب)، واشتهرت تلك المحاكم باستخدام التعذيب في استجواباتها، ومن هنا جاء تشبيهها مع معسكرات الاعتقال الفرنسية. ويٌفَصِّل كتاب علاق أساليب التعذيب اتبعها الجيش الفرنسي في الجزائر، والتي شَمِلَت الصعق بالكهرباء (باستخدام مولدات الكهرباء التي كانت مخصصة للهواتف في البداية)، والإيهام بالغرق، والحرمان من النوم، وأدوية الحقيقة وغير ذلك. وبالإضافة إلى عمليات التعذيب، ظهرت ادِّعاءات بأن الجيش الفرنسي دفن رجالًا مسنِّين وهم أحياء.
مُنِع نَشْر كتاب السؤال بعد عدة أشهر من صدوره سنة 1958م، ولكن كانت هناك الكثير من النسخ التي بِيعَت بالفِعْل. وكذلك مُنِع كتاب «السَّفَّاحون (The slaughterers)» في إبريل 1961م لمؤلفه بنوي ري (Benoist Rey). وفي نفس العام استنكر بنوي ري التعذيب الفرنسي باعتباره «أسلوبًا قمعيًّا ممنهجًا رسميًّا واسع الاستخدام.»
واستنادًا إلى مقالة نُشِرَت في صحيفة فيريتي ليبرتي (Verité Liberté) عام 1961م: «في مزرعة أميزان، كان هناك مركز لإدارة المعلومات والعمليات الخاصة بمدينة قسنطينة، وقد جُهِّز على 'مستوًى هائل'. اعتُقِل المشتبه بهم خلال الغارات بعدما فُضِح أمرهم. ثمّ قُسِم المشتبهون إلى مجموعتَيْن، إحداهما ذهبت مباشرة للتحقيق، والآخرون أُجْبِروا على الانتظار قليلًا، وحٌرِم أفرادها من الطعام لمدة تتراوح من يومين إلى ثمانية في خَرْق سَافِر لاتفاقيات جنيف لعام 1949.»
واستنادًا لصحيفة فيريتي ليبرتي، كانت نهاية جلسات التعذيب في ذلك المركز إما الحصول على الحرية (هذه الحالة هي غالبًا للنساء أو الذين يستطيعون دفع المال مقابل الحرية)، وإما البقاء بالسجن، وإما «الاختفاء». فتقول الصحيفة: «إن السعة الاستيعابية لهذا المركز -الذي افتتح في 1957م- تتراوح بين 500 و600 سجين... ومنذ تأسيسه،» تَعَامَل«(يمعنى أنهم اعْتُقِلُوا فيه مدة أقل من 8 أيام) المركز مع 108,175 شخصًا، وسجَّل 11,518 جزائري على أنهم نشطاء قوميون، وسَجَن 7,363 شخصًا لمدة تزيد عن 8 أيام، ووضع 789 مشتبهًا في الإقامة الجبرية في هاما (معسكر اعتقال).»

واستنادًا للمُؤَرِّخة رافاييل برانش (Raphaëlle Branche)، فإن عملية التعذيب كانت تبدأ بالتَّعْرِيَة المُمَنْهَجة للضحية. وكان يتزامن الضَّرْب مع العديد من التقنيات المختلفة، مثل تعليق الضحية من أيديها أو من أرجلها، أو التعذيب بالماء، أو الصعقات الكهربائية، أو حتى الاغتصاب. ووَصَفَت صحيفة فيريتي ليبرتي (Verité Liberté) الموضوع كما يلي: 
 تَجْري عمليات الاستجواب استنادًا للتعليمات المتغيرة باستمرار الصادرة من الاستخبارات الفرنسية... الفصل الرابع: في البداية، يستجوب الضابط المعتقل بالطريقة «التقليدية» المصحوبة بالضرب بالأيدي والرَّكل بالأقدام. بعد ذلك يبدأ التعذيب: التعليق... التعذيب بالماء... الكهرباء... الحَرْق (باستخدام السجائر، إلخ.)... كانت هناك حالات متعددة من المعتقلين الذين أُصِيبُوا بالجنون... وفي الفترات بين عمليات الاستجواب... يُوضَع المُشْتَبَه بهم في زنازين بدون إعطاءهم الطعام، بعض تلك الزنازين صغيرة لدرجة أن الاستلقاء فيها صعب. يجب علينا التنويه أن بعض المعتقلين كانوا مراهقين صغارًا في العمر والبعض الآخر رجال طاعنون في السن ذوي أعمار 75، و80 عامًا وأكثر. 

## الجدال خلال فترة الحرب
أصبح الاستخدام المُمَنْهَج للتعذيب جدالًا وطنيًّا ترك آثارًا راسخة في المجتمَعَيْن الفرنسي والجزائري. وفي تاريخ 2 نوفمبر 1954م، نادى الكاتب الكاثوليكي فرنسوا مورياك بعدم استخدام التعذيب ذلك في مقال نشره في مجلة ليكسبريس بعنوان قبل كل شيء، لا تُعَذِّبُوا (Surtout, ne pas torturer).
واستقال اثنان من موظفي الدولة -أحدهما مدنيّ والآخر عسكريّ- من عملهما رفضًا لاستخدام التعذيب. أولهما هو بول تايتجن (Paul Teitgen) الذي كان أمينًا عامًّا للشرطة في الجزائر، وكان هو نفسه قد تعرَّض للتعذيب خلال الحرب العالمية الثانية على يد الشرطة السرية لألمانيا النازية. وقدَّم استقالته بتاريخ 12 سبتمبر 1957م اعتراضًا على الاستخدام الهائل للتعذيب والإعدام بدون قرار المحكمة. أما الموظف الآخر فهو الجنرال دي بولاردير (de Bollardière) الذي كان الموظف العسكري الوحيد في الجيش الذي رفض استخدام التعذيب. وكان قد جاء تعيينه مسؤولًا عن الاعتقالات العسكرية مما اضطره للاستقالة.
ورفض العديد من المفكرين الفرنسيين اليساريين أعمال التعذيب، سواءًا أكانوا أعضاءًا أم لا في الحزب الشيوعي الفرنسي المُعَارِض الذي ظلّ مُعَادِيًا لفكرة الاستعمار. وتحت ضغط المعارضة الفرنسية اليسارية -التي من ضمنها الحزب الشيوعي- الدَّاعية للتوقف عن الحرب والتعذيب قرَّرت حكومة الرئيس غاي موليه تشكيل لجنة لحماية الحقوق والحريات تتألَّف من مجموعة من الشخصيات التي تقررها الحكومة، وقد أجرت هذه اللجنة تحقيقًا لأحداث الجزائر ونشرت تقريرها في سبتمبر 1957م، وكان مَفَادُه: أن التعذيب كان مستخدمًا بشكل متكرر في الجزائر. وعلى أية حال، ادَّعَى البعض أن هدف اللجنة منذ تشكيلها هو إزاحة المسؤولية عن الجيش الفرنسي بالإضافة إلى كسب المزيد من الوقت قبل كشف الحقائق.
ومُنَعِت مجموعة من الأعمال التي تفضح التعذيب في الجزائر من النَّشْر في فرنسا، مثل كتاب السؤال لهنري علاق، وكتاب الغرغرينا لبشير بومعزة، وفيلم معركة الجزائر الصادر في 1966م للمخرج الإيطالي الشيوعي جيلو بونتيكورفو. وأُثِير موضوع التعذيب في مُحَاكَمة جميلة بوباشا التي دافعت عنها المحامية جيزيل حليمي، حيث أن بوباشا كانت قد تعرضت للتعذيب الجسدي والجنسي للحصول على المعلومات منها. وحاول أحد أبناء جالية الأقدام السوداء والوُجُودِيّ الشهير ألبير كامو إقناع طَرَفَيْ النزاع في الجزائر فقط بالابتعاد عن المدنيين، وذلك من خلال كتابة مقالات في صحيفة كومبات (Combat)، ولكن محاولته باءت بالفشل. ومن معارضي التعذيب أيضًا المؤرخ روبرت بونود (Robert Bonnaud)، وكان قد نشر مقالًا بالتعاون مع زميله بيير فيدال-نوكيه يَفْضَح فيه المجازر التي شهدها في الجزائر، وقد نُشِر هذا المقال عام 1956م في مجلة إسبيريت (Esprit). وتعرَّض بونود للاعتقال عام 1961م بتًهْمَة دعم جبهة التحرير الوطني الجزائرية. وكان بيير فيدال-نوكيه واحدًا من الكثيرين الذين وقَّعُوا على بيان الـ121 ضد التعذيب. وقد ألَّف المؤرخ فيدال-نوكيه كتابه الأول تحت اسم «قضية أودان»، والذي تناول فيه وفاة الأستاذ الجامعي موريس أودان الذي توفِّي تحت التعذيب في الجزائر. ثم استمر بعدها فيدال-نوكيه بالعمل مؤرِّخًا للحرب الجزائرية طيلة حياته. وكان هناك العديد من المفكرين وقعوا على بيان الـ121 مِمَّن نشروا أعمالًا ترفض التعذيب بعد حدوث ما يسمَّى بأحداث «أسبوع الحواجز» في العاصمة الجزائرية سنة 1960م. ومن هؤلاء المفكرين: روبرت أنتليم (كاتب وناجٍ من معسكر أوشفيتز)، وسيمون دي بوفوار، وموريس بلانشو، وبيير بوليه، وأندريه برتون، ومارغريت دوراس، وهوبرت داميش، ودانييل غيران، وروبرت جولين، وكلود لانزمان، وروبرت لابوجادي، وهنري لوفيفر، وميشيل ليريس، وجيروم ليندون، وفرانسوا ماسبيرو، وتيودور مونو، وموريس نادو، وجان فرانسوا ريفيل، وألان روب جرييه (مؤسس الرواية الفرنسية الحديثة)، وفرانسواز ساغان، وناتالي ساروتي، وجان بول سارتر، وكلود سيمون، وجان برولر، وجون بيير فرنان، وفرانز فانون...إلخ.
واستنادًا لهنري علاق: «تَكْمُن المشكلة في الحرب الظالمة نفسها. فمن اللحظة الأولى التي يفكر فيها الشخص في شَنّ حرب استعمارية والتي هي حرب لإخضاع الناس لإرادته، فإن ذلك الشخص يستطيع إصدار القوانين التي يريدها، ولكن الناس سيخترقونها دائمًا.»

## التعذيب ومنظمة الجيش السري
المؤرخ بيير فيدال-نوكيه هو أحد أبرز قادة لجنة التحقيق في مقتل موريس أودان، وكان من أبرز الذين رفضوا التعذيب المُمَنْهج الذي استخدمَتْه الفرقة العاشرة للمظلَّات سنة 1957م في معركة مدينة الجزائر. ولكنه أيضًا رفض التعذيب غير الممنهج -الضَّرْب بشكل رئيسي- الذي مارسه الجيش الفرنسي على أعضاء منظمة الجيش السري، وهي منظمة إرهابية يمينيَّة متطرفة اشْتَرَكَت في سلسلة من التفجيرات التي استهدفت السكان المدنيين في الجزائر، ذلك بعد انتهاء اتفاقيات إيفيان في شهر مارس عام 1962م، تلك الاتفاقيات التي سمحت بإعلان وقف إطلاق النار في الجزائر. وفي مايو 1962م، كتب فيدال-نوكيه رسالة إلى مجلة إسبيريت (Esprit) وَرَد فيها: 
 هل تعرض الناشطون المتضامنون مع منظمة الجيش السري للتعذيب خلال الأشهر الثلاثة الأخيرة في الجزائر؟ ... بدأت صُحُف الأمة الفرنسية، وريفارول، وكارفور -وهي صحف يمينية متطرفة أسبوعية- بِنَشْر مقالات عن جرائم ارتُكِبَت ضد دَاعِمِي الاستعمار الفرنسي للجزائر. تلك المقالات تكون غريبة في بعض الأحيان: فمثلًا، في العدد الصادر بتاريخ 1 نوفمبر من صحيفة كارفور، نجد أن السيد فينشيغويرا -المعروف بممارسة التعذيب هو وكوفاكس في منطقة قصر الينابيع- قد عبَّر عن غضبه[لتعذيب الجيش السري]، ثم نستطيع أن نقرأ في الصفحة التي تليها كلامًا قاله... الكولونيل ترينكيير [أحد مؤيدي التعذيب في الحرب]... نحن بالتأكيد لا ننسى أن التعذيب هو نظام تأسس في الجزائر على بِأَيْدِي رجالٍ من الشرطة والجيش الذين أصبح العديد منهم أعضاءًا في منظمة الجيش السري. ولكننا لا ننسى أيضًا أن التعذيب سيعمل كالغرغرينا على إعادة بناء هيكل الحرب الاستعمارية على نطاق واسع. بغض النظر عن هوية الضحايا، إلا أن الذين يمارسون التعذيب يتحدَّثون ويتصرَّفون باسمنا؛ ونحن لا نملك الحق بأن نسمح -من خلال صمتنا- بانتشار فكرة أنَّنَا شركاء لهم في الجريمة. إن التجاهل نصف-الاختياري واللَّامُبَالاة الجبانة التي تَمَتَّع بها قُرَّاء صحيفة لوفيغارو لسنوات لن تكون مُبَرَّرة في أية حال، ومهما كانت الأسباب التي تسمح للإنسان بتبرير تلك الصفات...
1. إنه من العجيب أن نلاحظ أن أساليب التعذيب -التي تَفَوَّقَت على التقنيات «العِلميَّة» المستخدمة في معركة مدينة الجزائر- تُسْتَخْدَم في معظم الحالات في عمليَّات الضرب المبالغ فيها والتي يرفضها الشرطي المسؤول.
2. ..إن أي تشابه مع ما حدث في معركة مدينة الجزائر سيكون بكل الأحوال غير معقول؛ [في معركة مدينة الجزائر] كانت الفرقة العاشرة للمظلَّات هي التي سيطرت على الأمور ومارست الاعتقال والتعذيب. وعلى عكس ذلك، لا زال فريق «الثكنات» معزولًا... وعلى حدّ علمنا، لم يتَّهِم أحد الوحدات المسؤولة عن السيطرة على باب الوادي بالتعذيب...

وبناءًا على ما سبق، لا داعي لإخفاء الواقع، فمثل تلك الحقائق مُخْزِيَة ولا يمكن احتمالها. كما أنها انطلقت من تفكير مُتَحَجِّر. إنه من الصعب على الجيش والشرطة أن يستغنوا عن أساليبهم التي مارسوها ضد المسلمين لسنوات فق لأن العدو لم يَعُدْ نفسُه. بالتأكيد يجب إدارة الصراع مع منظمة الجيش السري -التي سمَّاها جان ماري دوميناك بالـ«الفاشية السرية»- باستخدام الحَزْم، ولكن ذلك لا يعني استخدام فِرَق التعذيب، ولا حتى المحاكم العرفية. ومما يثبت ذلك هو اعتقال الجنرال سالان والجنرال جوهاود [قادة منظمة الجيش السري].
التوقيع: بيير فيدال-نوكيه، عضو في مكتب لجنة أودان.
ملاحظة: لا أريد أن أكون ظالمًا تجاه جميع الرجال من التوجه اليميني: فمنهم من انتقد نفسه وأدرك خطأ معاداته لمنع التعذيب، ومثال ذلك ما نشره فيليب أريس (Philippe Ariès) في صحيفة الأمة الفرنسية.

أثَّرَت الحرب على فرنسا متروبوليتان أيضًا، وهي الدولة الفرنسية الأم للإمبراطورية الفرنسية الاستعمارية. لا توجد هناك أدلة مؤكدة تُثْبِت استخدام أي من الأطراف للتعذيب داخل فرنسا. ولكن كانت هناك حالات مُحْتَمَلة لاستخدام الشرطة الفرنسية أو الشرطة المساعِدة للتعذيب وحتى القتْل تجاه عملاء جبهة التحرير الوطني الجزائرية أو المتظاهرين، وهناك حالات مماثلة تُشْتَبَه فيها جبهة التحرير بممارسة التعذيب في إقصاء الخُصُوم وجمع الأموال من الجزائريين المُغْتَرِبِين في فرنسا.
وابتداءًا من عام 1954م، سَعَت جبهة التحرير لتأسيس منظمة سياسية عسكرية من الـ300,000 مواطن جزائري المقيمين في فرنسا؛ وبحلول عام 1958م طَغَت تلك المنظمة في فرنسا على الحركة الوطنية الجزائرية التي أسسها مصالي الحاج، ذلك بالرغم من أن الحركمة الوطنية امتلكت شعبية واسعة بين المغتربين الجزائريين عند بداية الحرب. وهناك مزاعم بأن جبهة التحرير استخدمت التعذيب أحيانًا مع الضرب والقتل لتصفية خصومها في فرنسا، ووصل عدد حالات الوفاة نتيجة الصراعات الداخلية في فرنسا إلى ما يقارب الـ4,000. بعدها استخدمت جبهة التحرير المنظمة التي أسستها في فرنسا لتحصيل «ضريبة الثورة» التي قال عنها قائد الجبهة علي هارون أنها تُشَكِّل «80% من الموارد [المالية] للثورة»؛ وكانت تلك الضريبة تتحصل أحيانًا بالإكراه، وفي بعض الحالات عن طريق الضرب والتعذيب.
بعد مشاركة موريس بابون (Maurice Papon) في وقت مبكر في قمع التمرد في مدينة قسنطينة الجزائرية، عُيِّن رئيسًا للشرطة في باريس بتاريخ 14 مارس 1958م. وازدادت حِدَّة التَّوَتٌّر بعد 25 أغسطس 1968م، ذلك بعد إقدام جبهة التحرير الوطني على تنفيذ هجوم في بارس أَسْفَر عن موت 3 رجال شرطة في شارع لوبيتال في الدائرة الثالثة عشرة، وموت شرطي آخر أمام مصنع فينسينز (cartoucherie de Vincennes). أدى هذا الهجوم إلى موجة من الاعتقالات للجزائريين المشتبه بدعمهم لجبهة التحرير. وفي 1960م، أنشأ بابون قوة الشرطة المساعدة، التي وصل عدد أفرادها بحلول خريف 1960م إلى 600 جزائري يعملون في المناطق التي يَكْثُر فيها الجزائريون في باريس وضواحيها. وبالرغم من عدم اكتمال الأدلة بخصوص ممارسة الشرطة المساعدة للتعذيب، إلا أن الفرضية الأقوى تبيَّن ممارستها للتعذيبفي موقعين في الدائرة الثالثة عشرة.
وتَصَعَّدَت الأمور أكثر في الفترة بين أغسطس وأكتوبر لعام 1961م، حيث أن الجبهة الوطنية استأنفَت أعمال التفجير ضد الشرطة الفرنسية، تلك الأعمال أدَّت على مصرع 11 شرطيًّا وإصابة 17 آخرين في باريس وضواحيها. وبلغ التصعيد ذروته بتاريخ 17 أوكتوبر 1961م، وذلك عندما قَمَعَت الشرطة الفرنسية مظاهرة ضَمَّت 30,000 جزائري كانوا يعترضون على حظر التجول الذي فرضته قيادة الشرطة الفرنسية عليهم، كما أن الجبهة الوطنية سَعَت لتلك المظاهرة لِمُقَارَعَة الحكومة الفرنسية. بينما تختلف التقديرات، إلا أن الأرقام الرسمية (الواردة في تقارير وأخبار الحكومة الفرنسية لعام 1998م) قَدَّرَت وفيات المظاهرة بين 40-45 جزائري، وهو ما يُعْتَقَد أنه أقل من العدد الحقيقي. ومن الممكن أيضًا أن بعض الضحايا قد تعرَّضوا للتعذيب قبل قتلهم وإلقائهم في نهر السين. وكانت حادثة قمع المظاهرة جزءًا مما يُعْرَف باسم مجزرة باريس.

كانت قرارات العفو إحدى الأسباب التي أدت إلى عدم محاسبة أي شخص على جرائم الحرب التي ارتُكِبَت في الجزائر، ولا حتى في قضية موريس أودان، وهو أستاذ الجامعي صغير في العمر ذو ميول شيوعية، تَعَرَّض للاعتقال والتعذيب حتى الموت، وجَرَى تحقيق في هذه القضية تحديدًا وقتَ حدوثها، والذي أجرى التحقيق هي «لجنة أودان» التي كان ينتمي لها المؤرخ بيير فيدال-نوكيه.
صَدَر أول قرار بالعفو سنة 1962م في عهد الرئيس شارل ديجول، وقد جاء هذا القرار قبل نقاشٍ برلماني كان من شأنه أن يمنع إعطاء حصانة لأشخاص من أمثال الجنرال أوسارس، ولكن قرار العفو سبق هذه الجلسة.
أصدرت الجمعية الوطنية الفرنسية قرار العفو الثاني سنة 1968م. وكان هذا القرار عفوًا شاملًا عن جميع الأفعال التي ارتُكِبَت خلال حرب الجزائر.
وأُصْدِر قرار بالعفو لأعضاء منظمة الجيش السري في فترة حكم فرنسوا ميتران (من الحزب الاشتراكي)، ثم صَدَر عفو عام عن جميع جرائم الحرب في الجزائر، وذلك سنة 1982م. وقال الكثيرون ومنهم بيير فيدال-نوكيه أنه قرار «مٌخْزٍ».
وأُصْدِر قرار بمنع عامة الناس من الاطلاع على سجلَّات الحرب لمدة ثلاثين عامًا، وكانت المدة ستين عامًا للسجلات التي تنتهك خصوصية الأشخاص أو تهدد أمن الدولة. ولكن بالوصول إلى عام 1995-1996م، كانت قد بدأت الكثير من الأعمال الأدبية وغيرها بِنَشْر معلومات الحرب بالفِعْل.

بَرَّر الجنرال جاك ماسو استخدام التعذيب في كتابه الصادر سنة 1972م الذي حمل اسم: المعركة الحقيقية في الجزائر (La vraie bataille d'Alger). ولكنه عاد بعدها في عام 2000م وصرَّح لصحيفة لو موند (Le Monde) أنَّ «التعذيب لم يَكُن ضروريًّا وكان من الممكن اتخاذ القرار بعدم استخدامه.»
ونشرت الناشطة السابقة في جيش التحرير الوطني لويزة أحريز شهادتها على حرب الجزائر في صحيفة لوموند بتاريخ 20 يونيو 2000م، وكان ذلك بعد ثلاثة أيام من زيارة الرئيس الجزائري -وقتها- عبد العزيز بوتفليقة لفرنسا. وقالت لويزة أنها اعتُقِلَت وهي في العشرين من العمر في شهر سبتمبر من عام 1957م، وذلك خلال معركة مدينة الجزائر، وقد تعرَّضَت للتعذيب والاغتصاب لمدة ثلاثة أشهر. وذَكَرَت لويزة في شهادتها أن الجنرال ماسو كان هو المسؤول عن الجيش الفرنسي في فترة اعتقالها. ثمّ جاء الجنرال ماسو لؤكِّد صِحَّة شهادة لويزة، حيث كان يبلغ من العمر 94 عامًا حينها، وقال ماسو لصحيفة لوموند أنَّ «التعذيب شيء غير أساسيّ في أوقات الحرب، ويستطيع المرء القيام بإنجاز كبير [في الحرب] بدونه. إنه من المحزن لي أن أنظر إلى ما حصل في الجزائر... حيث كان من الممكن للمرء أن يٌنجِز الأشياء بطريقة مختلفة.» وعلى النقيض من الجينرال ماسو، فقد رفض الجينرال بيجار أقوال لويزة عندما وصفها بأنها «نسيج من الأكاذيب». أما الجنرال أوسارس فاعترف بأعمال التعذيب ولكنّه برَّرَها.

هناك مساران -فرنسي وأمريكي- يشرحان انتشار التعذيب الذي يتضمن انتقال أساليب التعذيب في الجزائر إلى مناطق أمريكا اللاتينية منذ سِتِّينات القرن الماضي، ونقصد هنا مناطق أمريكا اللاتينية التي كانت لها علاقات صديقة مع الدول الغربية مثل فرنسا وأمريكا.
وفيما يتعلَّق بالمسار الفرنسي، ناقشت الصحفية ماري روبن في كتابها الصادر عام 2004م -حول فِرَق الموت- كيف أن عُمَلَاء الاستخبارات الفرنسية قد علَّمُوا نظرائهم في الاستخبارات التشيلية والأرجنتينية كيفية استخدام التعذيب والاختفاء القسري كأسلوب لمكافحة التمرد. وكان نقاشها مبنيًّا على مقابلات مصورة مع ضبَّاط عسكريين ذوي رتبة عالية من الأرجنتين، والذين كانوا مُتَّهَمِين شخصيًّا بممارسة التعذيب في ذلك الوقت. ويُشْتبَه بعملاء الاستخبارات الفرنسية لفترة طويلة بأنهم درَّبوا نظرائهم من الاستخبارات الأرجنتينية على أساليب «مكافحة التمرد».[بحاجة لمصدر] وعند شهادته أمام القضاء الأرجنتيني، استند لويس ماريا منديا -أدميرال أرجنتيني ومخترع «رحلات الموت» في الحرب القذرة- إلى الفيلم الوثائقي الخاص بروبن واسمه «فِرَق الموت - الطريقة الفرنسية»، ذلك الفيلم الذي طرح فكرة تدريب المخابرات الفرنسية لنظيرتها الأرجنتينية على أساليب مكافحة التمرد. وفي محاولته لتبرئة نفسه، استغلّ منديا ذلك الفيلم باعتباره مصدرًا للمعلومات وطلب أحضار مجموعة من السياسيين الفرنسيين لحضور إلى المحكمة قبل البدء بها، وشملت الأسماء التي طالب بإحضارها: الرئيس الفرنسي السابق فاليري جيسكار ديستان، ورئيس الوزراء الفرنسي السابق بيير مسمر، وسفير فرنسا السابق في بيونس آيريس فرانسواز دي لا جوس، بالإضافة إلى جميع الموظفين الرسميين في السفارة الفرنسية في بيونس آيريس في الفترة بين 1976م إلى 1983م. وناقشت روبن أيضًا أن هناك اتفاقًا عٌقِد سنة 1959م بين الأرجنتين وفرنسا يُكَلِّف «الجيش الفرنسي بمهمة عسكرية دائمة» في مكاتب قيادة أركان الجيش الأرجنتيني. وعلى أية حال، فذلك الطرح مشكوك في أمره؛ حيث قالت روبين أن أفراد تلك المهمة تألّفوا من المقاتلين الفرنسيين القدامى في الجزائر، وقد خرجوا من الجزائر للذهاب في تلك المهمة إلى أمريكا اللاتينية، وهذا أمر مستبعَد في تلك الفترة باعتبار أن الحرب الجزائرية كانت لا تزال جارية بالتالي لن يرسل الجيش جنوده خارج الجزائر، ولكن مع ذلك فلا يوجد حقائق مؤكدة ولم يوثِّق أي مصدر رسمي فرنسي تلك المهمة حتى بعد انتهاء حرب الجزائر عام 1962م.
كان الدور الفرنسي متواضعًا في نشر التعذيب في أمريكا اللاتينية من حيث المساحة الجغرافية التي انتشر بها التعذيب وأقدميّة الضباط المشاركين، ذلك مقارنةً بالأدوار التي لعبتها أطراف أخرى. ففي بداية الستينات من القرن الماضي عَمِلَت الولايات المتحدة على نشر استخدام التعذيب في دول أمريكا اللاتينية الحليفة لها، وبدأت بالبرازيل وبلاد الإنديز. كان تدريب ضباط أمريكا اللاتينية على التعذيب يجري على نطاق واسع من خلال برامج تعليمية رسمية قدَّمَتْها مدرسة الأمريكِيَّتَيْن. أحد الخريجين من مدرسة الأمريكيتين كان يوبولدو جالتييري الديكتاتور الأرجنتيني والقائد العسكري لِلويس ماريا منديا. وأصبح التعذيب ممنهجًا في الأرجنتين خلال فترة حكم جالتييري. وكان هناك كذلك العديد من خريجي مدرسة الأمريكيتين الذين واجهوا تُهُمًا بالتعذيب والقتل لدوافع سياسية في العديد من الدول مثل غواتيمالا، والسلفادور، وكولومبيا، وهاييتي.
يمتلك المساران الأمريكي والفرنسي نفس الجذور، فمثلًا اختُرِع التعذيب باستخدام مولِّدات الكهرباء في الولايات المتحدة سنة 1908م، وانتقل إلى آسيا خلال الحرب العالمية الثانية، ثم استخدمه الجيشان الفرنسي والأمريكي في الحرب الهندوصينية الأولى وحرب فيتنام.
ويدَّعي كتاب «ضَرْب الإرهابيين» لجون ماكغوفن أن مجموعة من المستشارين الفرنسيين شُوهِدُوا في عدن خلال حرب الاستقلال. في تلك الحالة، وبغض النظر عن صحة ذلك الادِّعَاء أو ماهية المهمة التي أدَّاها المستشارون، إلا أن دورهم كان دقيقًا بالنسبة لمهمة الجيش البريطاني في تأمين انتقال سلمي للسلطة في اليمن خلال ثورة 14 أكتوبر.

- مجازر 8 ماي 1945
- مذبحة باريس عام 1961
- موريس اودان
- معركة الجزائر فيلم إيطالي يصف بشكل جيد للغاية، بحسب بول أوساريس نفسه، استخدام التعذيب في الجزائر
- انتهاكات حقوق الإنسان
- الحكم الفرنسي في الجزائر والحرب الجزائرية
- معركة مدينة الجزائر (1956–57)
- الإمبراطوريات الاستعمارية الفرنسية والاستعمار
- عملية كوندور و«الحرب القذرة»
- حقوق الإنسان في فرنسا

- THE FRENCH ARMY AND TORTURE DURING THE ALGERIAN WAR (1954–1962), Raphaëlle Branche, Université de Rennes, 18 November 2004
- COLONIALISM THROUGH THE SCHOOL BOOKS – The hidden history of the Algerian war, Le Monde diplomatique, April 2001 (بالإنجليزية والفرنسية)
- Torture in Algeria. The report that was to change everything, ICRC, 19 August 2005
- Film testimony by Paul Teitgen, Jacques Duquesne and Hélie Denoix de Saint Marc on the Institut National de l'Audiovisuel archive website

1. 
2. 
3. 
4. 
5. 
6. 
7. 
8. 
9. 
10. 
11. 
12. 
13. 
14. 
15. 
16. 
17. 
18. 
19. 
20. 
21. 
22. 
23. 
24. 
25. 
26. 
27. 
28. 
29. 
30. 
31. 
32. 
33. 
34. 
35. 
36. 
37. 
38. 
39. 
40. 
41. 
42. 
43. 
44. 
45. 
46. 
47. 
48. 
49. 
50. 
51. 
52. 
53. 
54. 
55. 
56. 
57. 
58. 
59. 
60. 
61. 
62. 
63. 
64. 
65. 
66. 
67. 
68. 
69. 
70. 
71. 
72. 
73. 
74. 
75. 
76. 
77. 
78. 
79. 
80. 
81. 
82. 
83. 
84. 
85. 

- التعذيب في الجزائر (باللغة الإنجليزية)، آدم شاتز ، نيويورك ريفيو أوف بوكس – 21 نوفمبر 2002م
- الفيلم الوثائقي حرب الجزائر.. شهادات الضمير، من إنتاج الجزيرة الوثائقية، متوفّر للمشاهدة المباشرة على موقع يوتيوب.